# バンコクFC
バンコクFC（タイ語: บางกอก เอฟซี, 英語: Bangkok Football Club）は、タイ王国の首都バンコクをホームタウンとするサッカークラブ。

## 歴史
1999年（仏滅紀元2542年）、バンコク・ブラヴォーFCとして創設された。
2010年、バンコクFCに改称した。クラブエンブレムはサオチンチャーと牛がデザインされたものに変更された。同年、リージョナルリーグ・ディヴィジョン2のバンコク地域リーグで優勝した。チャンピオンズリーグでグループBの4位になり、タイ・ディヴィジョン1リーグ最下位のナラー・ユナイテッドFCと入れ替え戦を行った。バンコクは2戦合計11-2で勝利し、ディヴィジョン1リーグ昇格を決めた。2010年シーズンはディヴィジョン2リーグからバンコクを含む7チームが昇格した。
2012年、リー・タックが23ゴールを記録し、得点王に輝く活躍を見せたが、バンコクは10位に終わった。翌年はリー・タックとオロフ・ワトソンの2人で39ゴールを決めるなどリーグ最多得点（69ゴール）を記録したが、タイ・プレミアリーグ昇格圏の3位PTTラヨーンFCと勝ち点差2の4位に終わった。2014年も3位ネイビーFCと勝ち点差3の4位に終わり、プレミアリーグ昇格を逃した。
2024年1月16日、日本のベガルタ仙台と包括連携協定を締結した。

## タイトル
- リージョナルリーグ・ディヴィジョン2 バンコク地域 優勝 (1) : 2010

## 過去の成績
| シーズン  | ディビジョン               | 順位 | FAカップ |
| --------- | -------------------------- | ---- | -------- |
| 1999-2000 | プロヴィンシャル           | 7位  |          |
| 2001      | プロヴィンシャル           |      |          |
| 2002      | プロヴィンシャル グループB | 6位  |          |
| 2003      | プロヴィンシャル           | 9位  |          |
| 2004      | プロヴィンシャル           | 5位  |          |
| 2005      | プロヴィンシャル           | 5位  |          |
| 2006      | プロヴィンシャル           | 9位  |          |
| 2007      | ディヴィジョン1 グループA  | 11位 |          |
| 2008      | ディヴィジョン2 グループB  | 11位 |          |
| 2009      | ディヴィジョン2 バンコク   | 6位  |          |

| シーズン | ディビジョン             | 順位 | FAカップ |
| -------- | ------------------------ | ---- | -------- |
| 2010     | ディヴィジョン2 バンコク | 1位  | 2回戦    |
| 2011     | ディヴィジョン1          | 11位 | 2回戦    |
| 2012     | ディヴィジョン1          | 10位 | 3回戦    |
| 2013     | ディヴィジョン1          | 4位  | 準々決勝 |
| 2014     | ディヴィジョン1          | 4位  | 準々決勝 |
| 2015     | ディヴィジョン1          |      |          |

## 歴代所属選手
- リー・タック 2011-2013
- 馬場悠企 2013
- 山本寛幸 2014
- バルチ・ジュニオール 2014
- 橋本卓 2014-2016
- 横野純貴 2016
- 大久保剛志 2022-2024
- 小島聖矢 2023-
- エイジソン・ソアレス 2024

## 歴代監督
- キャティサック・セーナームアン 2012